# 遠野町深山田
遠野町深山田（とおのまち みやまだ）は、福島県いわき市の大字である。郵便番号は972-0164。

## 地理
いわき市西部の遠野地区に属する。北で三和町合戸、北東で内郷高野町、東で、常磐藤原町、渡辺町上釜戸、南で遠野町上遠野、西で遠野町根岸、遠野町上根本とそれぞれ隣接する。概ね町村制施行以前の菊多郡深山田村の流れを汲む地域である。二級水系鮫川水系上遠野川上流域および二級水系藤原川水系釜戸川上流域を主な範囲とする。川沿いの平野部に水田が広がり主に街道沿いを中心に人家が点在するほかは山林が大半を占める。植田町内に所在するいわき南警察署及び遠野町根岸に所在する常磐消防署遠野分遣所がそれぞれ管轄にあたる。

### 主な字
字
- 小石平
- 新田
- 仲川原
- 山王田
- 寺ノ代
- 桐ノ平
- 富岡

- 平城地
- 狩野
- 鷹ノ巣
- 内ノ草
- 仲内
- 小山
- 目少地

- 稲荷林
- 山ノ根
- 篠ノ脇
- 福井
- 洞沢
- 沢繋
- 釜ノ前

- 折部前
- 和当
- 大林
- 川堀
- 原前

### 山岳
- 三大明神山
- 天狗山

### 河川
- 上遠野川（二級水系鮫川水系）
  - 鷹ノ巣川
  - 寺ノ代川
  - 文武沢川
- 藤原川（二級水系藤原川水系　東端をかすめる）
  - 釜戸川

## 歴史
- 1879年1月27日 - 棚倉藩領深山田村が福島県内における郡区町村制の施行により菊多郡の村となる[4]。
- 1889年4月1日 - 町村制の施行により深山田村が上遠野村、根岸村、滝村と合併し、上遠野村が発足する。旧深山田村域は上遠野村の大字となる。[4]。
- 1896年4月1日 - 菊多郡と周辺郡との合併により石城郡が発足し、石城郡上遠野村となる[4]。
- 1955年3月31日 - 上遠野村が入遠野村と合併し遠野町が発足し、遠野町の大字となる[4]。
- 1966年10月1日 - 遠野町が平市・磐城市・常磐市・勿来市・内郷市、石城郡小川町・四倉町・川前村・田人村・好間村・三和村、双葉郡久之浜町・大久村と合併しいわき市となり、いわき市遠野地区の大字となる[4]。

## 世帯数と人口
2023年10月31日現在の世帯数と人口は以下の通りである。
| 大字         | 世帯数  | 人口  |
| ------------ | ------- | ----- |
| 遠野町深山田 | 249世帯 | 671人 |

## 小・中学校の学区
市立小・中学校に通う場合、学区は以下の通りとなる。
| 番地 | 小学校               | 中学校               |
| ---- | -------------------- | -------------------- |
| 全域 | いわき市立遠野小学校 | いわき市立遠野中学校 |

## 交通

### 道路
- 福島県道14号いわき石川線
- 一級市道原前銅目木線

## 施設
- 鷹ノ巣浄水場
- 妙光寺
- 大山祇神社
- 熊野神社
- 稲荷神社